# Vallon du Barrada
Pour les articles homonymes, voir Barrada.
Le vallon du Barrada est une vallée de la chaîne de montagnes des Pyrénées située administrativement dans la commune de Gavarnie-Gèdre en Lavedan, dans le département français des Hautes-Pyrénées.

## Toponymie
En occitan, barrada dérive de barris, barrat désignant un lieu fermé délimité de toutes parts, dont l’accès est interdit par des barres rocheuses, ou par des pentes et des sommets difficilement accessibles. En effet, après environ quatre kilomètres de long et 700 m de dénivelé depuis Pragnères, le vallon se referme au cirque d'Érès Lits (littéralement « cirque des avalanches ») à 1 600 m.

## Géographie

### Situation
Orientée ouest-est, la vallée s'étend sur environ 8 km avec une largeur moyenne de 2,5 km. Le vallon du Barrada est une petite vallée coincée entre le gave de Pau à l’ouest, le massif du Bastan (vallée de Luz-Saint-Sauveur) au nord, la réserve du Néouvielle à l’est et la vallée de Campbieil au sud. Il se trouve dans le massif du Néouvielle.
Il est compris entièrement dans la commune de Gavarnie-Gèdre.

### Topographie
Le vallon du Barrada est surplombé au nord et au sud par des sommets avoisinant les 2 600 mètres :
- au nord : le soum de Serre de Barrada (2 475 m), le pic de Cumadières (2 623 m), le pic de Maucapera (2 598 m), le soum de Marraut (2 709 m), le pic de la Coume de l'Ours (2 885 m), le turon de Néouvielle (3 035 m) ; les cols de Marraut, de Pierrefitte, de Rabiet et de Coume Estrète permettant le passage vers Luz-Saint-Sauveur ;
- au sud : le soum de Diauzède (2 426 m), le soum de Serre de Barrada (2 475 m), le pic d'Estragna (2 717 m), le soum de Hours d'Estragna (2 680 m), le pic de Crabounouse (3 021 m), le pic de Bugarret (3 031 m), le pic Long (3 192 m), le col d'Espade (2 617 m);
- à l'est : les barres rocheuses de l'arête de Cap de Long et le pic Maubic (3 058 m), les cols de Tourrat (ou des Pêcheurs) et la hourquette de Bugarret permettant le passage vers le barrage de Cap de Long ;
- à l'ouest : le vallon se termine à 999 m d'altitude en débouchant sur la vallée du gave de Pau directement à Pragnères.

### Géologie
Il s'agit d'une ancienne vallée glaciaire.

### Hydrographie
Le vallon du Barrada est une petite vallée creusée par le ruisseau de Bat Barrada, un affluent droit du gave de Pau qu'il rejoint juste au bord de la centrale hydroélectrique de Pragnères.
On y trouve les lacs de Tourrat, de Crabounouse, de Bugarret, de  Couyela det Mey et de Rabiet.

## Histoire
La vallée est inhabitée, les seules structures sont des granges vers Pragnères. C'est dans ce vallon que furent réintroduits des couples de marmottes, en 1948, par le Docteur Couturier; les marmottes avaient disparu du massif des Pyrénées à la fin du Pléistocène.

## Protection environnementale
La moitié haute de la vallée (partie est) fait partie du parc national des Pyrénées et tout le vallon fait partie d'une zone naturelle protégée, classée ZNIEFF de type 1 et de type 2.

## Voies de communication et transports
Pour accéder au vallon, suivre la route départementale 921 montant en direction de Gavarnie, puis se garer au bord de la centrale hydroélectrique de Pragnères.